# Nādbai
Nādbai är en ort i Indien.   Den ligger i distriktet Bharatpur och delstaten Rajasthan, i den norra delen av landet, 160 km söder om huvudstaden New Delhi. Nādbai ligger 201 meter över havet och antalet invånare är 23 520.
Terrängen runt Nādbai är mycket platt. Runt Nādbai är det tätbefolkat, med 397 invånare per kvadratkilometer. Nādbai är det största samhället i trakten. Trakten runt Nādbai består till största delen av jordbruksmark.